# Árvaház (film)
Az Árvaház (eredeti cím: The Orphanage, spanyolul: El orfanato) 2007-es spanyol gótikus természetfeletti horrorfilm, J. A. Bayona spanyol filmrendező bemutatkozó alkotása. A főszerepben Belén Rueda, Fernando Cayo és Roger Príncep látható.
A filmet 2007. május 20-án mutatták be a Cannes-i Filmfilmfesztiválon, ahol több mint 10 percig tartó álló ovációban részesült. Spanyolországban a kritikusok elismeréssel fogadták, és hét Goya-díjat nyert.

## Cselekmény
Laura gyermekkora legboldogabb éveit egy tengerpart melletti árvaházban töltötte, ahol a személyzet és árvák gondoskodtak róla, akiket testvérekként szeretett.
Immár harminc évvel később férjével, Carlosszal és 7 éves fiukkal, Simonnal visszatér, azzal az álommal, hogy a régóta elhagyatott árvaházat felújítsák és a fogyatékkal élő gyermekek otthonaként újra megnyissák.
Az új otthon és a titokzatos környezet felébreszti Simon fantáziáját, és a fiú elkezdi a fantasztikus mesék és nem is olyan ártalmatlan játékok hálóját szövögetni... Egy olyan nyugtalanító hálót, amely zavarni kezdi Laurát, és bevonja őt a gyermek különös univerzumába, amelyben saját gyermekkorának rég elfeledett, mélyen felkavaró emlékei köszönnek vissza.
Ahogy közeledik a megnyitó napja, a családban egyre nő a feszültség. Carlos továbbra is szkeptikus, mivel úgy véli, hogy Simon mindent csak kitalál, hogy kétségbeesetten próbálja felhívni magára a figyelmet. Laura azonban lassan meggyőződik arról, hogy valami régóta rejtegetett szörnyűség lappang az öreg épületben, valami, ami arra vár, hogy előbukkanjon, és szörnyű károkat okozzon a családjának.

## Szereplők
| Szerep                 | Színész            | Magyar hang       |
| ---------------------- | ------------------ | ----------------- |
| Laura García Rodríguez | Belén Rueda        | Kubik Anna        |
| Carlos Sánchez Rivera  | Fernando Cayo      | Haás Vander Péter |
| Simón Sánchez Rivera   | Roger Príncep      | Penke Bence       |
| Pilar                  | Mabel Rivera       |                   |
| Benigna Escobedo       | Montserrat Carulla |                   |
| Aurora                 | Geraldine Chaplin  | Kiss Mari         |
| Enrique                | Andrés Gertrúdix   |                   |

## Fordítás
- Ez a szócikk részben vagy egészben  a   The Orphanage (2007 film) című angol Wikipédia-szócikk fordításán alapul.  Az eredeti cikk szerkesztőit annak laptörténete sorolja fel. Ez a jelzés csupán a megfogalmazás eredetét és a szerzői jogokat jelzi, nem szolgál a cikkben szereplő információk forrásmegjelöléseként.